# Baroniella camptocarpoides
Baroniella camptocarpoides är en oleanderväxtart som beskrevs av Julien Noël Costantin och Gallaud. Baroniella camptocarpoides ingår i släktet Baroniella och familjen oleanderväxter. Inga underarter finns listade i Catalogue of Life.